# Carlos Hoyos
Carlos Mario Hoyos (Medellín, 28 februari 1962) is een Colombiaans oud-voetballer, die speelde als verdediger. Hij beëindigde zijn profcarrière in 1992 en stapte nadien het trainersvak in.

## Clubcarrière
Hoyos speelde zeven seizoenen voor Deportivo Cali, voordat hij in 1988 werd ingelijfd door Atlético Junior. Hij sloot zijn loopbaan af bij Deportes Quindío.

## Interlandcarrière
Hoyos speelde 24 interlands (nul doelpunten) voor Colombia in de periode 1985-1990. Onder leiding van bondscoach Gabriel Ochoa Uribe maakte hij zijn debuut op 27 oktober 1985 in de WK-kwalificatiewedstrijd (play-offs) tegen Paraguay (3-0) in Asunción, net als Carlos Valderrama, Jorge Ambuila en Gabriel Jaime Gómez. Hoyos maakte deel uit van de selectie voor het WK voetbal 1990, maar kwam niet in actie tijdens de eindronde in Italië.